# Bayanjargalan (distrikt i Mongoliet, Dundgobi)
Bayanjargalan (mongoliska: Баянжаргалан Сум, Баянжаргалан, Bayanjargalan Sum) är ett distrikt i Mongoliet.   Det ligger i provinsen Dundgobi, i den centrala delen av landet, 250 km söder om huvudstaden Ulaanbaatar.